# Affonsea hirsuta
Affonsea hirsuta är en ärtväxtart som beskrevs av Hermann August Theodor Harms. Affonsea hirsuta ingår i släktet Affonsea och familjen ärtväxter. Inga underarter finns listade i Catalogue of Life.